# Lithacodia minuta
Lithacodia minuta là một loài bướm đêm trong họ Noctuidae.